# David Burnside

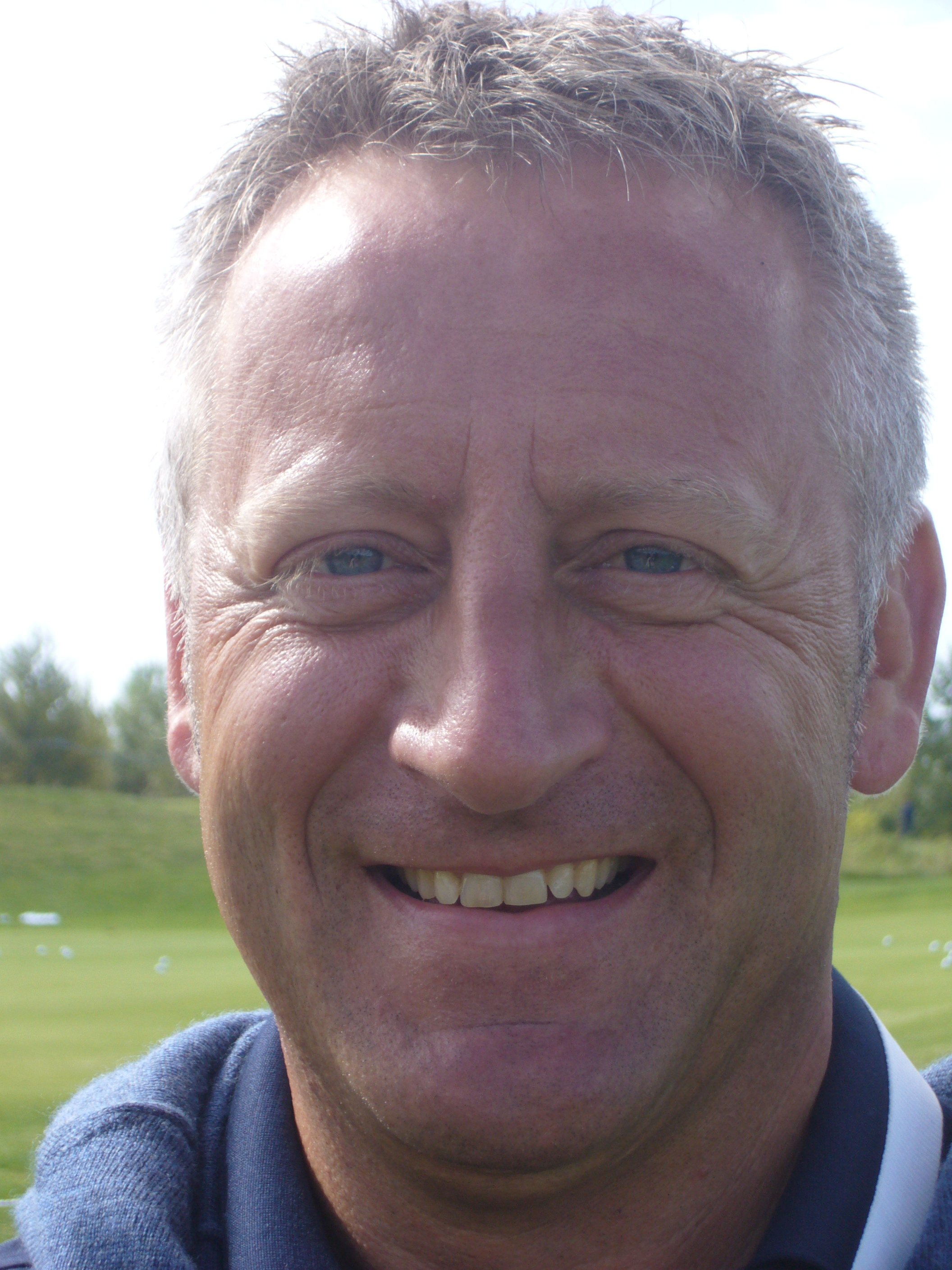
David Burnside

David Wilson Boyd Burnside, född 24 augusti 1951 i Ballymoney i grevskapet Antrim, är en nordirländsk ulsterunionistisk politiker. Han var ledamot av brittiska underhuset från 2001 till 2005 och av Nordirlands regionala parlament från 2003 till 2009 för valkretsen South Antrim.
Han har en examen i statsvetenskap och äldre historia från Queens University, Belfast. Hans första politiska engagemang var i partiet Vanguard Unionist Progessive Party (VUPP), där han var pressombudsman åren 1974-1977. Han flyttade sedan till London, där han arbetade som PR-konsult för olika företag. Åren 1984-1993 var han chef för British Airways PR-avdelning, och därefter (1993) bildade han sitt eget PR-företag, David Burnside Associates. 
Även då han var bosatt i London var han medlem av Ulster Unionist Party (UUP). Han kandiderade i ett fyllnadsval 2000 i valkretsen South Antrim, men förlorade då med knapp marginal till kandidaten för Democratic Unionist Party, William McCrea. Året efter blev han dock invald för denna valkrets i 2001 års parlamentsval. Tillsammans med parlamentsledamöterna Jeffrey Donaldson och Martin Smyth blev Burnside en uttalad kritiker av partiledaren David Trimbles fortsatta stöd för Långfredagsavtalet, och hävdade att Provisoriska IRAs politiska gren Sinn Féin inte skulle få ingå i Nordirlands regering på grund av den långsamma takten i avväpningen. 
Burnside deltog tillsammans med Donaldson och Smyth flera gånger i försök att avsätta Trimble som partiledare. 2003 stängdes de av från UUP:s parlamentsgrupp. Burnside beslöt dock att inte följa Donaldsons exempel, när denne bytte parti till Democratic Unionist Party i december 2003. Istället återinträdde han i UUP:s partigrupp i januari 2004.
En del anhängare till Burnside såg honom som en potentiell framtida partiledare.
I valet 2005 förlorade Burnside än en gång sitt parlamentsmandat till DUP:s McCrea.